# 노보페레델키노역
노보페레델키노역(러시아어: Новопеределкино)은 모스크바 지하철 칼리닌스코 솔른쳅스카야 선의 역이다. 2018년 8월 30일에 개장했다. 
역명은 모스크바 북서쪽 36번지 보로보스키 고속도로 교차로에 위치한 노보페레델키노 구역에서 따온 것이다.

## 같이 보기
- (러시아어) mosmetro.ru